# Kalša
Kalša (ungarisch Kalsa) ist eine Gemeinde im Osten der Slowakei mit 747 Einwohnern (Stand 31. Dezember 2024), die zum Okres Košice-okolie, einem Teil des Košický kraj, gehört und in der traditionellen Landschaft Abov liegt.

## Geographie
Die Gemeinde befindet sich am südöstlichen Hang des Gebirges Slanské vrchy, am Bach Terebľa und südlich des Flüsschens Roňava, beide im Einzugsgebiet des Bodrog. Das Ortszentrum liegt auf einer Höhe von 204 m n.m. und ist 21 Kilometer von Trebišov sowie 31 Kilometer von Košice entfernt (Straßenentfernung).
Nachbargemeinden sind Slanské Nové Mesto im Norden, Slivník im Osten und Südosten, Slanská Huta (über einen Punkt) im Süden, Nový Salaš im Südwesten und Westen und Slanec im Nordwesten.

## Geschichte
Kalša wurde zum ersten Mal 1270 als Kolse schriftlich erwähnt, weitere historische Bezeichnungen sind unter anderen Galsa (1321) sowie Kalsa beziehungsweise Ingow (1327). Das Dorf entstand auf einem Stück Land, das einem Kreuzritterorden gehörte, später war es Besitz des Landadels. 1335 und 1480 wurde der Ort an die Stadt Kaschau verpfändet und schließlich 1555 von den Gutsherren von Slivník verkauft. 1427 gab es 13 Porta, 1630 musste der Ort ein Neuntel in Höhe von dreiviertel Porta von Bauern- und halbe Porta von Untermieterfamilien abführen. 1715 war Kalša vollkommen verlassen, 1772 hatten die Familien Splényi und Olcsváry Gutsanteile. 1828 zählte man 40 Häuser und 287 Einwohner, die als Landwirte beschäftigt waren.
Bis 1918/1919 gehörte der im Komitat Abaúj-Torna liegende Ort zum Königreich Ungarn und kam danach zur Tschechoslowakei beziehungsweise heute Slowakei.

## Bevölkerung
| Jahr                | 1994 | 2004    | 2014    | 2024    |
| ------------------- | ---- | ------- | ------- | ------- |
| Anzahl der Personen | 695  | 714     | 721     | 747     |
| Unterschied         |      | +2,73 % | +0,98 % | +3,60 % |

| Jahr                | 2023 | 2024    |
| ------------------- | ---- | ------- |
| Anzahl der Personen | 748  | 747     |
| Unterschied         |      | −0,13 % |

Gemäß der Volkszählung 2011 wohnten in Kalša 693 Einwohner, davon 672 Slowaken, drei Tschechen und ein Magyare. 17 Einwohner machten keine Angabe zur Ethnie.
430 Einwohner bekannten sich zur römisch-katholischen Kirche, 192 Einwohner zur griechisch-katholischen Kirche, 22 Einwohner zur reformierten Kirche, drei Einwohner zur orthodoxen Kirche und zwei Einwohner zur Evangelischen Kirche A. B. Ein Einwohner bekannte sich zu einer anderen Konfession, 14 Einwohner waren konfessionslos und bei 39 Einwohnern wurde die Konfession nicht ermittelt.

## Bauwerke
- griechisch-katholische Kirche Mariä Himmelfahrt aus dem Jahr 1910
- moderne römisch-katholische Kirche Jungfrau Maria aus dem Jahr 1995
- reformierter Glockenturm

## Verkehr
Durch Kalša führt die Straße 3. Ordnung 3374 von Slanec (Anschluss an die Straße 2. Ordnung 552) heraus und weiter bis zum Endpunkt bei Luhyňa an der Straße 1. Ordnung 79. Der Ort hat einen Bahnhof an der Bahnstrecke Čierna nad Tisou–Košice.